# Uderzenie czołowe

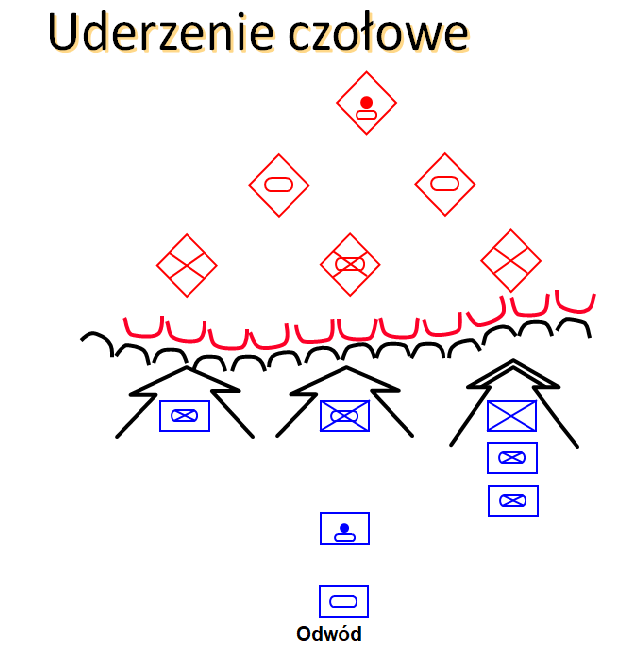
Schemat uderzenia czołowego

Uderzenie czołowe (ang. frontal attack) – forma manewru taktycznego. Działanie jest skierowane przeciwko wojskom na przednim skraju obrony przeciwnika. Może ono być stosowane do rozbicia jego obrony w czołowych punktach oporu lub do ich okrążenia. Są to  działanie zaczepne wojsk w kierunku prostopadłym do linii frontu lub w kierunku przeciwnym do ruchu wojsk nieprzyjaciela. Uderzenie czołowe naraża nacierającego na duże straty, co powinno zmusić go do szukania rozwiązania w zastosowaniu innego manewru. Często poprzedza je pokonanie lub oskrzydlenie.